# Francisco López Contardo
Francisco López Contardo, soprannominato Chaleco (Teno, 15 settembre 1974), è un pilota motociclistico e pilota automobilistico cileno specializzato nei rally raid; vanta un successo alla Dakar nella categoria Side by Side, ottenuto nel 2019, e due successi nella categoria Prototipi nel 2022 e nel 2023.

## Carriera
Nel 1989 López si classificò al primo posto nel Campionato Latino Americano di Motocross nella classe 85cc. Tra il 1990 e il 1994 partecipò al Campionato Nazionale Cileno di Motocross nella categoria 125cc, piazzandosi due volte e vincendo altrettante gare; tra il 1995 e il 2000, nella stessa competizione, ottenne un piazzamento e cinque vittorie nella categoria 250cc. Vinse anche il Campionato Latino Americano di Supercross nel 1998.

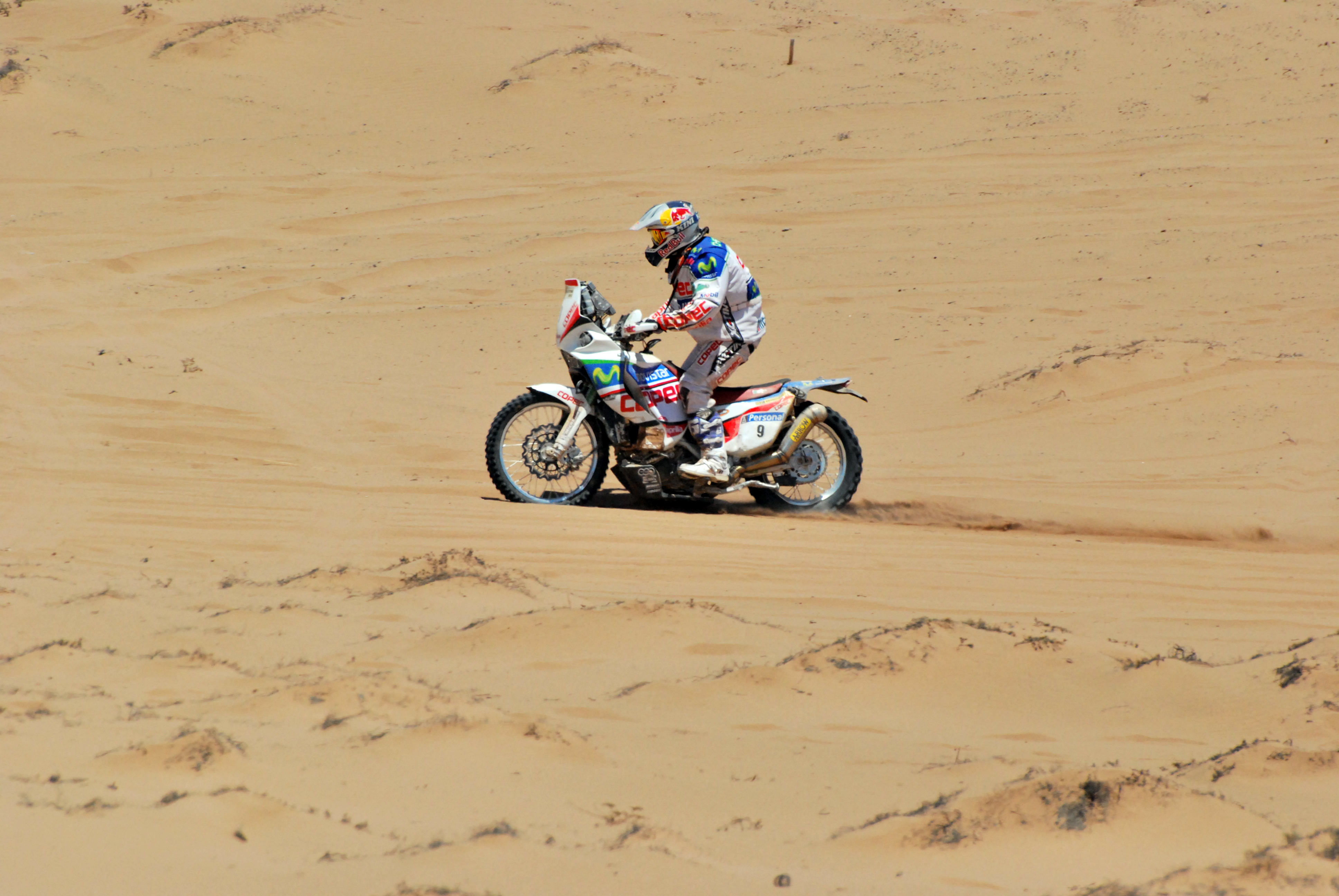
Chaleco López in sella alla sua Aprilia RXV 450 durante il Rally Dakar 2010.

Nel 2002 ha partecipato al campionato mondiale endurance 250 cc a quattro tempi in Finlandia, classificandosi ottavo. Si è classificato decimo nella categoria 500 cc a quattro tempi nello stesso evento nel 2003. Dopo una medaglia d'oro alla Sei Giorni del Brasile del 2003 a Fortaleza, è stato nominato miglior pilota dell'anno dai giornalisti sportivi cileni.
Nel 2004 si è classificato secondo nel Super Enduro e ha partecipato nuovamente al Campionato Nazionale di Motocross e alle gare di Supermotard. L'anno successivo ha debuttato nelle competizioni al Rally Patagonia-Atacama, ritirandosi dopo aver vinto la quarta tappa, ma concludendo al quarto posto assoluto. Nel 2006 López si è classificato primo nella categoria 450cc al Rally Patagonia-Atacama, secondo al Rally d'Italia-Sardegna e secondo nella categoria 450cc al Rally del Marocco.
Partecipò per la prima volta al Rally Dakar nel 2007, ma dovette ritirarsi durante la gara. Il Rally Dakar del 2008 fu annullato come competizione e sostituito da un'alternativa, il Rally dell'Europa Centrale, in cui López arrivò secondo. Tornò alla Dakar nel 2009, vincendo la prima tappa e concludendo settimo assoluto. Lo stesso anno si classificò terzo al Rally di Tunisia. Nel Rally Dakar del 2010 vinse la quinta, l'ottava e la dodicesima tappa, si aggiudicò il primo posto nella categoria 450cc e il terzo posto assoluto. Nella stessa stagione si aggiudica il Rally di Tunisia
Dal 2019 passa alla categoria SSV dove vince il titolo per due volte, prima di passare ai prototipi leggeri con i quali vince il terzo titolo alla Dakar nel 2022.

## Risultati

### Rally Dakar
| Anno | Classe            | Scuderia                     | Vettura               | Pos. | TV |
| ---- | ----------------- | ---------------------------- | --------------------- | ---- | -- |
| 2007 | Moto              | Chelo Racing                 | Honda CRF450 Rally    | Rit  | 0  |
| 2009 | Moto              | Copec Movistar               | KTM 690 Rally         | Rit  | 1  |
| 2010 | Moto              | Team Aprilia Racing          | Aprilia RXV450 Tuareg | 3º   | 3  |
| 2011 | Moto              | Giofil Aprilia               | Aprilia RXV450 Tuareg | 4º   | 1  |
| 2012 | Moto              | Giofil Aprilia               | Aprilia RXV450 Tuareg | Rit  | 1  |
| 2013 | Moto              | Tamarugal XC Rally Team      | KTM 450 Rally Replica | 3º   | 5  |
| 2014 | Moto              | Red Bull KTM Factory Racing  | KTM 450 Rally Replica | Rit  | 0  |
| 2019 | SSV               | South Racing Can-Am          | Can-Am Maverick X3    | 1º   | 4  |
| 2020 | SSV               | South Racing Can-Am          | Can-Am Maverick X3    | 3º   | 2  |
| 2021 | SSV               | South Racing Can-Am          | Can-Am Maverick X3    | 1º   | 6  |
| 2022 | Prototipi leggeri | EKS - South Racing           | Can-Am Maverick X3    | 1º   | 0  |
| 2023 | Prototipi leggeri | Red Bull Can-Am Factory Team | Can-Am Maverick X RS  | 5º   | 1  |
| 2024 | Prototipi leggeri | Red Bull Can-Am Factory Team | Can-Am Maverick X RS  | 4°   | 1  |
| 2025 | SSV               | Can-Am Factory Team          | Can-Am Maverick R     | 2º   | 5  |

## Palmarès

### Rally di Tunisia

#### Moto
- 2010: 1º

### Rally Dakar

#### Prototipi
- 2019: 1º
- 2021: 1°
- 2022: 1°

### Altri risultati
2006
- al Rally d'Argentina

2008
- al Rally di Sardegna

2009
- al Rally di Tunisia

2010
- al Rally di Tunisia
- al Rally dei Faraoni

2011
- al Rally dei Faraoni